# La soluzione (Laura Pausini)
La soluzione è un singolo della cantante italiana Laura Pausini, pubblicato il 7 settembre 2018 come quarto estratto dal tredicesimo album in studio Fatti sentire in Italia.

## Descrizione
Terza traccia dell'album, il testo è stato scritto da Massimiliano Pelan, Giulia Anania, Fabio De Martino e Stefano Paviani, autori anche delle musiche assieme alla stessa Pausini.

Riguardo al brano, la cantante ha dichiarato: 

## Video musicale
Il videoclip, girato a inizi settembre 2018 a New York, è stato diretto da Gaetano Morbioli. Viene trasmesso in anteprima su Canale 5 nella prima serata del 12 settembre., per poi essere reso disponibile il 14 settembre 2018 sul canale YouTube della Warner Music Italy.

## Pubblicazioni
La soluzione viene inserita nella raccolta Radio Italia Winter hits 2018 del 2018, e in una versione Live (video) nel DVD di Fatti sentire ancora/Hazte sentir más del 2018.
La soluzione e La solución (insieme alla versione strumentale) vengono pubblicati nel box The Singles Collection - Volume 4 edito dalla Atlantic Records nel 2019, commercializzato attraverso il fan club ufficiale dell'artista Laura4u.

## La solución(duetto)
La soluzione viene adattata e tradotta in lingua spagnola da Laura Pausini con il titolo La solución, inserita nell'album Hazte sentir ma non estratta come singolo.
Per promuovere il cofanetto Hazte sentir más, composto da CD+DVD+libro, Laura Pausini ha reinterpretato il brano duettando con il cantante messicano Carlos Rivera. Tale versione viene estratta il 7 dicembre 2018 come 3° singolo in America Latina e il 3 maggio 2019 come 4° singolo in Spagna. Billboard riguardo al brano scrive:

### Video musicale
Il videoclip, girato a New York, è stato diretto da Gaetano Morbioli. Viene reso disponibile l'8 dicembre 2018 sul canale YouTube della Warner Music Italy insieme al video backstage.